# 국립역사박물관 (모스크바)

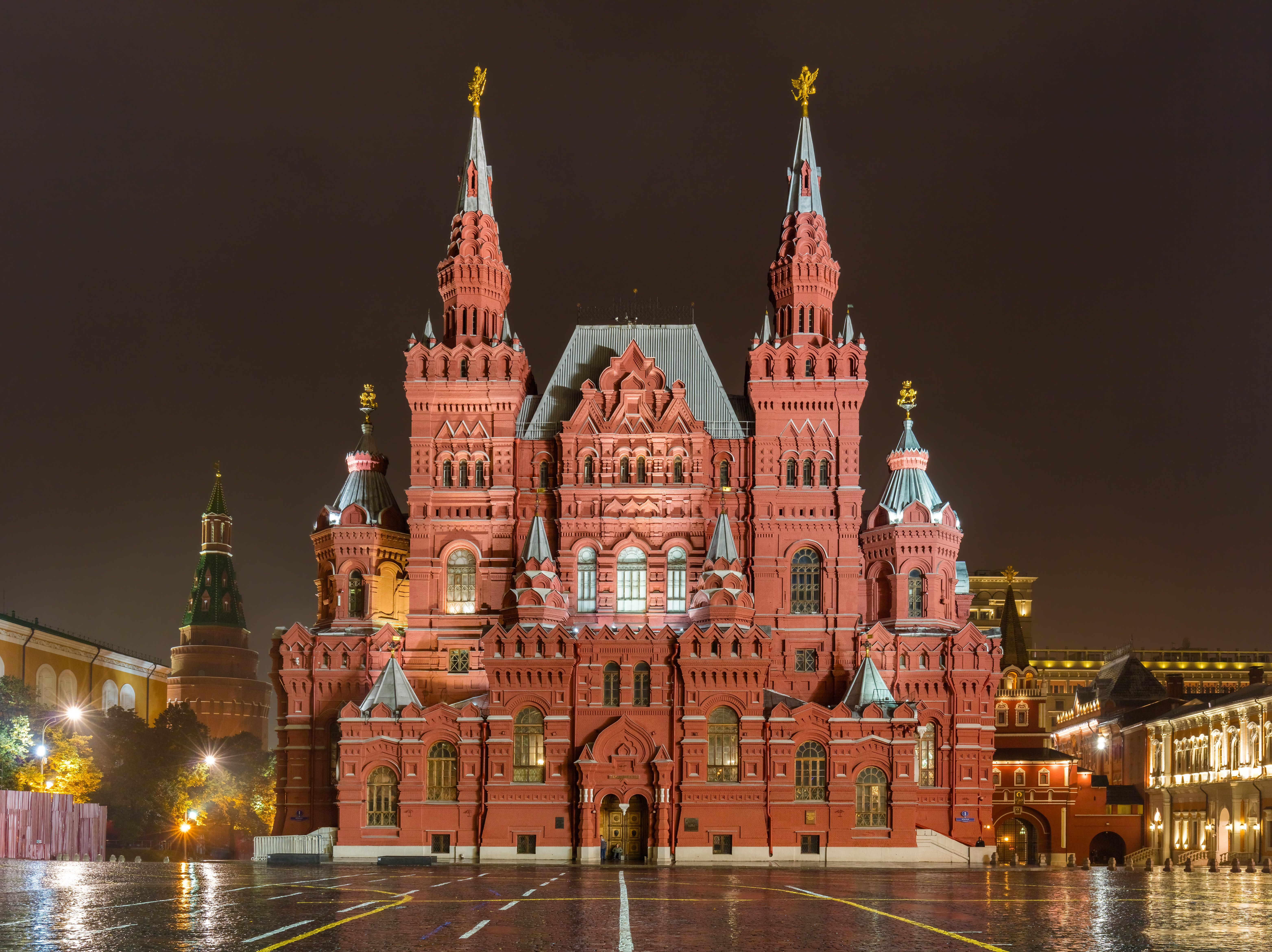
국립역사박물관

국립역사박물관(러시아어: Государственный исторический музей)은 러시아 모스크바에 있는 역사 박물관이다. 붉은 광장과 마네즈나야 광장 사이에 있다. 러시아 영토에 살았던 선사 시대 유물부터 로마노프 왕조까지 전 역사에 걸친 다양한 유물을 전시하고 있다.
원래는 1755년 미하일 로모노소프가 지은 것으로, 모스크바 대학교의 학과 건물이었다. 이후, 블라디미르 오시포비치 셔우드가 현재의 건물로 재건축하였다.
박물관은 1872년 이반 자벨린, 알렉세이 우바로프와 그 외 여러 슬라보필에 의해 설립되었다.